# Loving Cup
«Loving Cup» —en español: «Copa de amor»— es una canción de la banda británica de rock The Rolling Stones, que aparece en su álbum Exile on Main St. editado en 1972. Fue escrita por Mick Jagger y Keith Richards.

## Historia
Una versión temprana de esta canción, con una introducción completamente diferente tocada en piano, fue grabada entre abril y julio de 1969 en los Olympic Studios de Londres, durante las sesiones de Let It Bleed. (Esta versión, o al menos parte de ella fue empalmada con otro outtake, fue lanzado en 2010 en la versión deluxe remasterizada Exile en Main St.).
Una "Loving Cup" (Copa de amor) es una clase de trofeo. Es uno de esos grandes que tiene la forma de un corazón con manijas en los lados, y por lo general se da por grandes victorias en los eventos deportivos. Esta balada usa la copa para representar una relación amorosa.
La grabación de la versión de «Loving Cup» que aparece en Exile en Main St. comenzó en diciembre de 1971 en los estudios Sunset Sound de Los Ángeles y continuaron hasta marzo de 1972. Mick Jagger canta y Keith Richards aporta los coros. Richards también toca las guitarras. El bajo y la batería son proporcionados por Bill Wyman y Charlie Watts, respectivamente. El piano es provisto por el veterano colaborador de la banda Nicky Hopkins. El saxofón es de Bobby Keys y trompeta y trombón son de Jim Price. El productor del disco, Jimmy Miller, proporciona las maracas. No se sabe quién toca los tambores metálicos.
Después del lanzamiento de Exile en Main St., Allen Klein demandó a los Stones por incumplimiento de acuerdo, ya que «Loving Cup» y otras cuatro canciones del álbum fueron compuestas mientras que Jagger y Richards estaban bajo contrato con su compañía ABKCO. Klein adquirió los derechos de publicación de las canciones, dándole una parte de las regalías de Exile on Main St., y fue capaz de publicar otro álbum de las canciones de Rolling Stones lanzadas anteriormente, More Hot Rocks (Big Hits & Fazed Cookies).
«Loving Cup» ha sido interpretada esporádicamente por los Stones desde su introducción a su catálogo: la tocaron en el concierto que realizó la banda en Hyde Park el 5 de julio de 1969, fue parte de los shows del American Tour 1972 y fue reintroducida a los setlists durante el Licks Tour entre 2002 y 2003. También grabaron una versión en vivo junto con Jack White durante la etapa 2006 del A Bigger Bang Tour, fue presentada en el documental sobre la banda dirigido por Martin Scorsese Shine a Light (2008) y en el álbum de la banda sonora.
Jonathan Zwickel de Pitchfork considera que "uno de los trabajos más duraderos y conmovedores de The Rolling Stones."

## Personal
Acreditados:
- Mick Jagger: voz, coros
- Keith Richards: guitarra eléctrica, guitarra acústica, coros
- Charlie Watts: batería
- Bill Wyman: bajo
- Nicky Hopkins: piano
- Bobby Keys: saxofón
- Jim Price: trompeta
- Jimmy Miller: maracas

## Versiones de otros artistas
La banda Phish ha versionado frecuentemente la canción durante sus shows en vivo.
La banda de rock argentina Ciro y los Persas versionó el tema en vivo en su gira 27/Qué placer Tour.